# Martirano
Martirano är en ort och kommun i provinsen Catanzaro i regionen Kalabrien i Italien. Kommunen hade 875 invånare år 2018.